# Herseler Werth

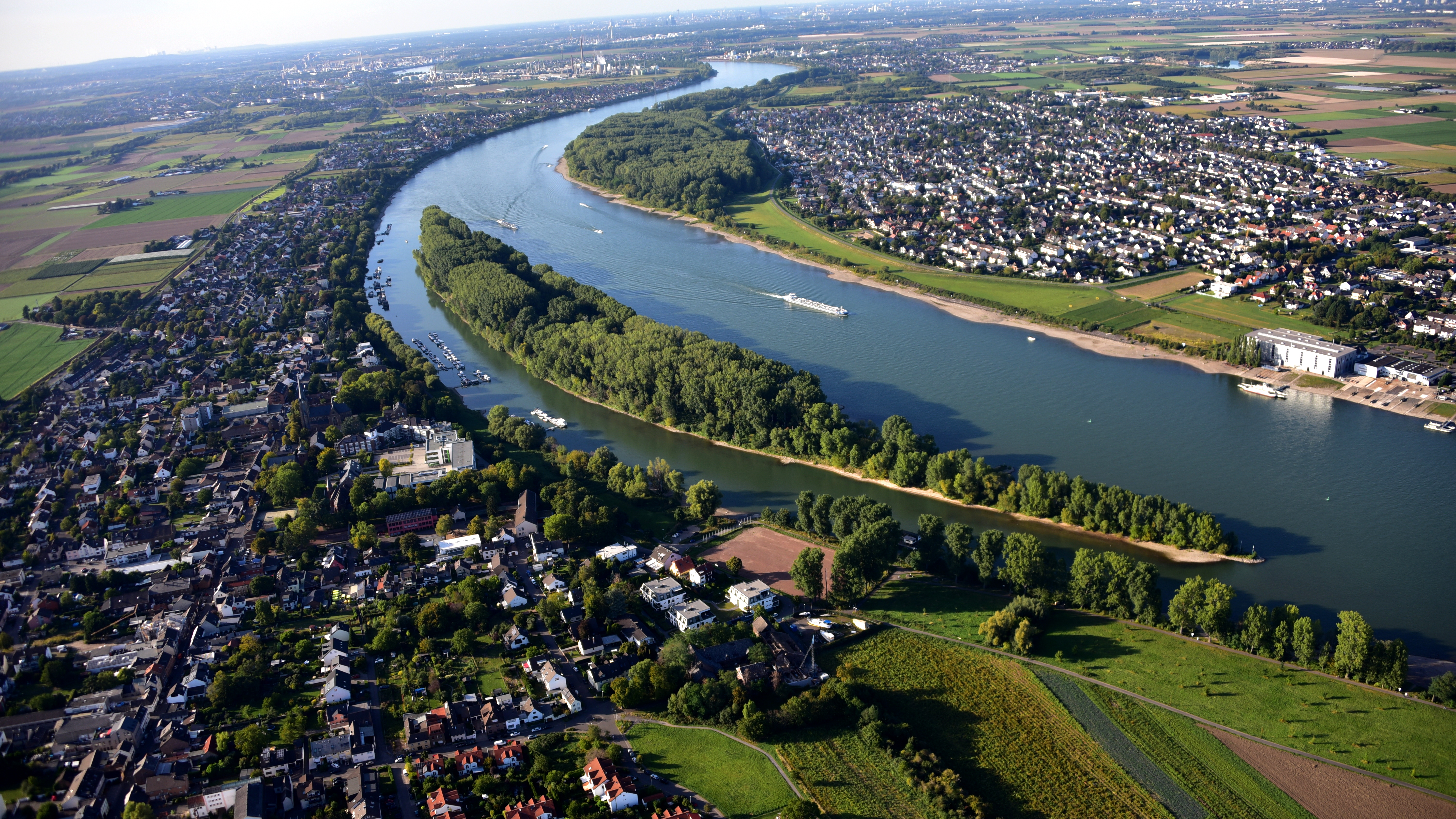
Herseler Werth, Luftaufnahme (2019)

Das Herseler Werth ist eine Rheininsel bei Hersel, einem Stadtteil von Bornheim zwischen Bonn und Köln.
Zwischen 1202 und 1237 gab es einen großen Wassereinbruch des Rheins nach Westen. Dabei wurden wohl Teile von Hersel und der alten Römerstraße zwischen Bonn und Köln weggeschwemmt und das Werth entstand.
Das Werth liegt auf Höhe von Rheinkilometer 660,80 L, ist 1.678,5 Meter lang und hat eine Fläche von 14,8 Hektar. Seit 1993 als Naturschutzgebiet ausgewiesen, darf das Werth nicht mehr betreten werden und ist somit die letzte nicht frei zugängliche Rheininsel in Nordrhein-Westfalen.
Das Werth ist durchgehend mit Pappeln bepflanzt, die nach dem Zweiten Weltkrieg von Menschenhand gesetzt wurden. Seit es nicht mehr betreten werden darf, wachsen dort Pflanzen und leben auf der Insel Tiere, die sehr gefährdet sind und zum Teil in der Roten Liste der Bundesrepublik Deutschland geführt werden.
Zwischen dem Werth und dem Herseler Ufer entwickelt der Rhein eine ungewöhnlich starke Strömung. 2004 ertrank hier ein Jugendlicher beim Baden. Am 27. Oktober 2009 wurde während Uferarbeiten bei Niedrigwasser eine 500-Kilogramm-Fliegerbombe aus dem Zweiten Weltkrieg gefunden. Im Zuge der Entschärfungsarbeiten wurden Bereiche der Ortschaften Hersel und Uedorf (beide linksrheinisch) sowie Rheidt und Mondorf (beide rechtsrheinisch) evakuiert. Die Bombe konnte nicht entschärft, sondern musste von den Fachkräften kontrolliert gesprengt werden.
Am südlichen Ende des Werth betreibt am Herseler Ufer der im Kanusport aktive Herseler Wassersport-Verein 1930 e. V. sein Bootshaus.